# Línea Venta de Baños-Gijón
Venta de Baños-Gijón es una línea ferroviaria de ancho ibérico en España, incluida en la Red Ferroviaria de Interés General (RFIG). Dentro de la RFIG se identifica con el número 130.

## Recorrido

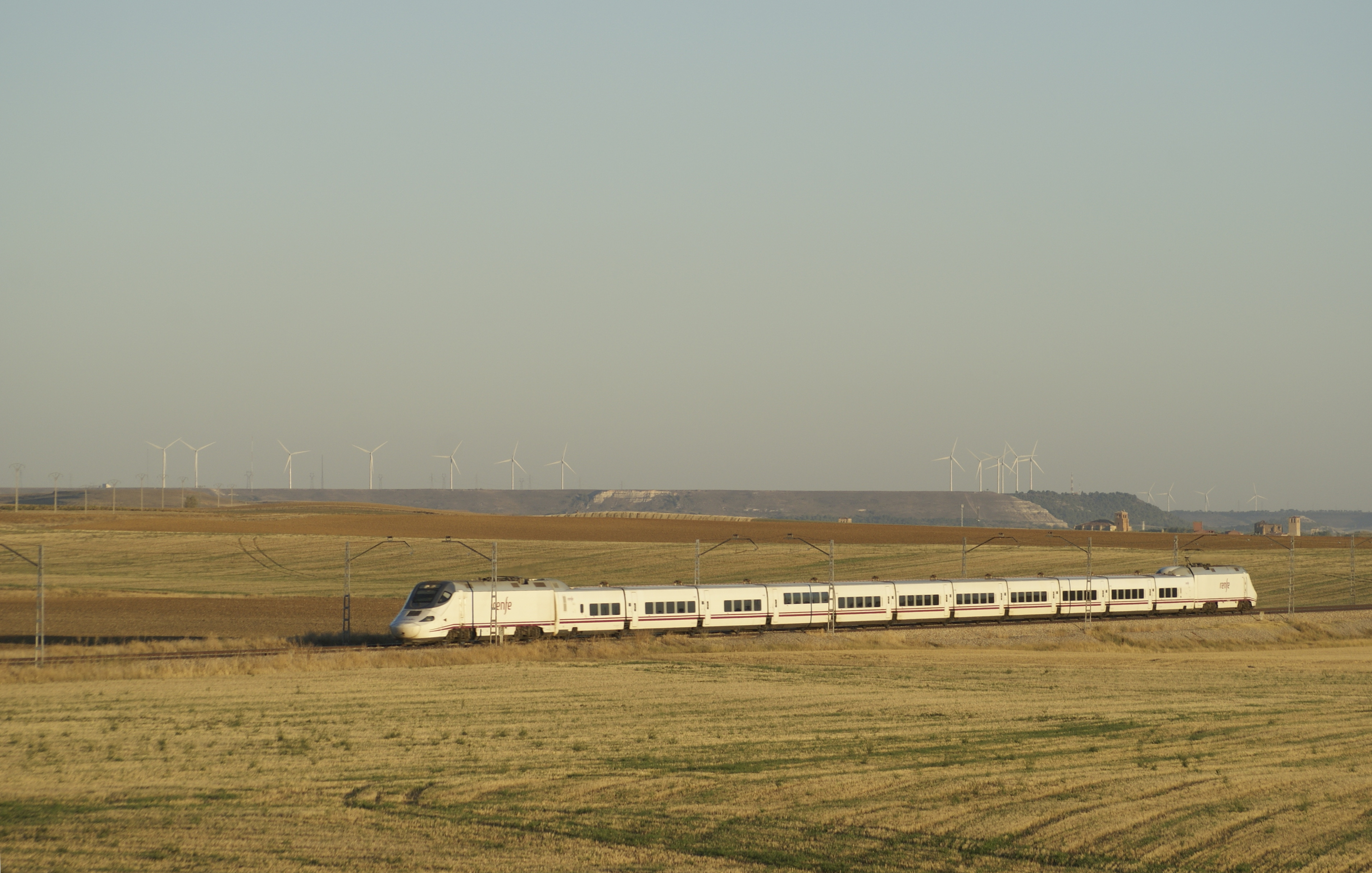
Tren Serie 130 por la provincia de Palencia realizando un servicio Alvia.

La línea conecta la localidad palentina de Venta de Baños y la asturiana de Gijón, pasando por la capital palentina y la ciudad de León. Discurre por las provincias castellanoleonesas de Palencia y León, y por la de Asturias, siendo la conexión de la red ferroviaria asturiana de ancho ibérico con el resto de la red española, a través de la rampa de Pajares.

## Historia
La línea se compone de diversos tramos correspondientes a varias concesiones históricas:
- Venta de Baños-Palencia (12 km);
- Palencia-León (122 km); y
- León-Gijón (171 km).

### Venta de Baños-Palencia
Este tramo forma parte de la línea Venta de Baños-Alar del Rey, inaugurada por la Compañía de los Caminos de Hierro del Norte de España el 1 de agosto de 1860.

### Palencia-León
Se inauguró oficialmente el 8 de noviembre de 1863, dentro de la concesión de la línea Palencia-La Coruña de la Compañía de los Ferrocarriles del Noroeste de España, como una sección de la misma.

### León-Gijón
Concedido como un ramal de la línea de Palencia a Galicia a la Compañía de Ferrocarril del Noroeste de España fue puesto en servicio por secciones. 
El último tramo en ser inaugurado fue el correspondiente a la rampa de Pajares (Busdongo-Puente de los Fierros) el 15 de agosto de 1884. Este tramo fue construido por la Compañía de los Ferrocarriles de Asturias, Galicia y León, que solicitó al gobierno cambiar el trazado de la concesión, aumentando la pendiente de 20 a 35 milésimas, con la oposición de la sociedad asturiana.
| Fecha     | Tramo                              | Línea (según concesión) | Compañía | Longitud (km) |
| --------- | ---------------------------------- | ----------------------- | -------- | ------------- |
| 1/8/1860  | Venta de Baños-Alar                | Venta de Baños-Alar     | Norte    | 90,772        |
| 8/11/1863 | Palencia-León                      | Palencia-La Coruña      | Noroeste | 122,835       |
| 17/1/1868 | León-La Robla                      | León-Gijón              | Noroeste | 25,048        |
| 1/8/1868  | La Robla-Pola de Gordón            | León-Gijón              | Noroeste | 8,100         |
| 23/5/1872 | Pola de Gordón-Busdongo            | León-Gijón              | Noroeste | 19,910        |
| 23/7/1874 | Pola de Lena-Gijón                 | León-Gijón              | Noroeste | 62,774        |
| 15/5/1881 | Puente de los Fierros-Pola de Lena | León-Gijón              | ———      | 12,201        |
| 15/8/1884 | Busdongo-Puente de los Fierros     | León-Gijón              | AGL      | 42,775        |

## Actualidad
En el año 2011 se modificó ligeramente la línea, debido a las obras, en las ciudades de León y Gijón.

### León
Debido a las obras de la alta velocidad, se trasladó el servicio de viajeros de la antigua estación (km 122,440) a una provisional (km 122,565), el 2 de marzo. Además se trasladó la base de mantenimiento del material rodante y se interrumpió la circulación entre la estación de viajeros y la bifurcación de Galicia (350 m). Debido a esta interrupción la estación quedó en posición terminal y las circulaciones de Asturias deben hacer un cambio de sentido en la estación. El acceso desde y hacia Asturias se realiza a través del Enlace Sur ferroviario de León.

### Gijón
En este caso por causa de la construcción de una nueva estación intermodal se suprimieron las estaciones de Gijón-Jovellanos y Gijón-Cercanías, en los km 170,906 y 171,600, respectivamente y sus accesos. Una estación provisional, denominada Gijón Sanz-Crespo (km 170,773), pasó a ofrecer el servicio de viajeros, también en vía estrecha.

## Características
Según la actualización de 2013 de la Declaración de la Red de Adif, la línea está electrificada a 3 kV de corriente continua mediante hilo aéreo y es de doble vía, excepto de La Robla-Pola de Lena, que es de vía única. No obstante, en Asturias, entre la estación de Ablaña (concejo de Mieres) y la bifurcación de Tudela-Veguín (Oviedo) la vía doble está formada por dos líneas de vía única, 130 y 132. La línea n.º 132 se corresponde con el antiguo trazado de la línea León-Gijón, por el primer túnel ferroviario bajo El Padrún, que da servicio a la estación de Olloniego.
En los tramos de vía doble está banalizada, siento el sentido normal de circulación por la izquierda
En cuanto a la señalización y los sistemas de seguridad, la línea cuenta con bloqueo automático con control de tráfico centralizado (CTC).

## Servicios ferroviarios

### Viajeros

#### Cercanías
En Asturias, el tramo entre Puente de los Fierros (concejo de Lena) y Gijón, está incluido en la línea C-1 de cercanías del núcleo de Asturias. Entre las estaciones de Soto de Rey y Oviedo circulan las unidades de la línea C-2 (Oviedo-El Entrego). Del mismo modo, los automotores de la línea C-3 (Oviedo-Avilés-San Juan de Nieva) circulan por la línea entre la estación de Llamaquique y la de Villabona de Asturias.

### Mercancías
La línea tiene conexiones, mediante dos líneas incluidas en la RFIG, con el puerto de Gijón, que según el Plan Estratégico para el Impulso del Transporte Ferroviario de Mercancías en España (noviembre de 2010) fue el puerto de España que, en términos absolutos, manejó mayor cantidad de mercancías (1 608 millones de toneladas) por ferrocarril (21,6 % del total transportado). Las dos líneas conectan la estación de Veriña con las dependencias denominadas Aboño y Gijón-Puerto, respectivamente, en la zona portuaria.

#### Adif
Adif dispone de varias instalaciones logísticas en la línea. Las principales son, según el Observatorio del Ferrocarril en España de 2011:
- En Asturias: Lugo de Llanera y Soto de Rey; y
- En Castilla y León: Busdongo, León, Palencia y Venta de Baños.

#### Principales tráficos
Los principales tráficos que discurren por la línea son el de productos siderúrgicos de Trasona (cerca de Avilés) a Siderúrgicos del Mediterráneo (Sagunto) y el de productos de cantera de Lugones a Poago (Gijón). En los dos casos se trata de productos movidos entre instalaciones de ArcelorMittal, con su propia red de vía de ancha en todas ellas. Según el Observatorio del Ferrocarril del 2007, con datos aportados por las empresas, los flujos de mercancías mediante vagón completo fueron:
- Trasona a Siderúrgicos del Mediterráneo (568 534 t en 10 857 vagones); y
- De Lugones a Poago (376 145 t en 7 233 vagones).

El total correspondiente a dicho año, sin contar con las circulaciones del ferrocarril de Villablino a Ponferrada de la MSP, según el mismo documento, fue de 15 736 385 t en 384 614 vagones. Los tráficos indicados representan el 3.º y el 5.º de los flujos de mercancías a vagón completo, en peso, durante el año 2007.

## Alta velocidad
El tramo entre Lena y Gijón formará parte de la línea de alta velocidad León-Asturias a partir de 2023 tras haberse descartado la construcción de ese tramo en ancho internacional.